# 徐艺洋
徐藝洋（1997年9月12日—），出生於四川省南充市，中國大陸女歌手、舞者及演员，所属經紀公司為龍韜娛樂。她曾是韓國SM娛樂前練習生。
2018年10月21日，參加東方衛視選秀節目《中國夢之聲·下一站傳奇》，開始被關注。2019年1月6日，成為限定女團「LEGAL HIGH嗨戰隊」成員，她擔任呆萌門面，以歌手身分出道。她於2020年5月2日參加騰訊視頻偶像女團競演養成類真人秀《創造營2020》。並於7月4日最終獲得得第8名，未能成團出道。7月16日，發行個人數字單曲《聆聽》，以個人歌手身分出道。其粉絲名為「衛衣」，應援色為「粉白漸變色」 。

## 經歷

### 早年經歷
早年，在ETM活力时代做练习生。
2014年，由大韓民國SM娛樂宣布加入該公司。
2016年9月19日，加入該SM娛樂旗下練習生及SM ROOKIES的成員之一。

### 演藝經歷
2018年9月19日，開設個人微博並表示已離開SM。10月10日，由龍韜娛樂宣布加入該公司。10月21日，參加東方衛視選秀節目《中國夢之聲·下一站傳奇》，並以六人女子音樂組合LEGAL HIGH嗨戰隊成員名義出道。2019年，参加腾讯视频体育竞技节目《超新星全运会》第二季。
2020年5月2日，參加騰訊視頻偶像女團競演養成類真人秀節目《創造營2020》。7月4日，於節目《創造營2020》總決賽最終取得第八名，未能成團出道。7月16日，發行個人數字單曲《聆聽》，單曲作詞、作曲、製作人是龍韜娛樂老闆黃子韜，這是徐藝洋的首張單曲及個人歌手出道作品。9月29日，於TME新賞特別企劃「如初之光」第四首單曲發行數字單曲《OMG》。12月18日，網絡劇《時光與你別來無恙》正式開機。12月20日，參與「2020騰訊視頻doki人氣舞台」。12月25日，與黃子韜、石璽彤發行合作單曲《十二月的聖誕節》。
2021年1月8日，發行首張個人迷你專輯《會不會再見》，以個人歌手出道專輯。同時，發布《會不會再見》MV。3月，先后参加浙江卫视《天赐的声音》第二季以及湖南卫视《天天向上》。

### 感情
2024年7月14日，徐艺洋与黄子韬晒照官宣恋情。8月26日，综艺节目《跟我走吧》播放了黄向徐求婚成功的片段。12月2日，双方在社交媒体上宣布已经登记结婚。

## 音樂作品

### 迷你專輯
| #   | 專輯資料 | 曲目 | 備註                   |
| 1st | 《會不會再見》 （Gravity） - 發行日期：2021年1月8日 - 語言：漢語普通話 - 唱片公司：龍韜娛樂 - 形态：數字专辑 | 曲目 1. 皮埃羅（Pierrot） 2. 會不會再見（Gravity） 3. Super Power 4. 皮埃羅（伴奏） 5. 會不會再見（伴奏） 6. Super Power（伴奏） | 以個人歌手正式出道作品 |
| 2nd | 《花湮滅》 - 發行日期：2021年6月24日 - 語言：漢語普通話 - 唱片公司：龍韜娛樂 - 形态：數字专辑                | 曲目 1. 小二 2. 花湮滅 | 首張古風EP             |
| 3rd | 《Wonderful Life》 - 發行日期：2023年12月8日 - 語言：漢語普通話 - 唱片公司：龍韜娛樂 - 形态：數字专辑        | 曲目 1. So Loved 2. 雨过天晴 3. 等雪落下                                                                                         |                        |

### 單曲
| 發行年份 | 日期     | 歌曲名稱                     | 歌曲資料 | MV | 備註                                      |
| 2020年   | 7月16日  | 《聆聽》 （Listen）          | - 作詞、作曲：黃子韜 - 編曲：Daryl K 王凱玉 - 製作人：黃子韜、Daryl K 王凱玉 - 發行公司：龍韜娛樂                                          | ★  | 首支個人數字單曲                          |
| 2020年   | 9月29日  | 《OMG》                      | - 作詞、作曲：MUNEE（KUCCI）、Karen卡潤（楊思雨） - 編曲：Kidd - 製作人：周以力 - 發行公司：騰訊音樂娛樂集團                               | ★  | TME「如初之光」系列第四首單曲             |
| 2021年   | 1月8日   | 《皮埃羅》 （Pierrot）       | - 作詞：徐藝洋、郭德紫毅 - 作曲：MUNA - 編曲：MUNA - 製作人：黃子韜、郭舒文 - 發行公司：龍韜娛樂                                           |    | 收錄於首張迷你專輯《會不會再見》          |
| 2021年   | 1月8日   | 《會不會再見》 （Gravity）   | - 作詞：徐藝洋、張鵬鵬 - 作曲：MUNA - 編曲：MUNA - 製作人：黃子韜、郭舒文 - 發行公司：龍韜娛樂                                             | ★  | 收錄於首張迷你專輯《會不會再見》          |
| 2021年   | 1月8日   | 《Super Power》              | - 作詞：徐藝洋、林喬 - 作曲：JXL／Sergey Rybchinskiy - 編曲：JXL／Sergey Rybchinskiy - 製作人：黃子韜、Daryl K 王凱玉 - 發行公司：龍韜娛樂 |    | 收錄於首張迷你專輯《會不會再見》          |
| 2021年   | 7月26日  | 《余生有幸》                 | - 作词：李俊宜 - 作曲：李俊宜、常玮 - 編曲：钟强 - 製作人：李俊宜 - 發行公司：浙江一起嗨文化传媒                                           |    | 对你的爱很美 电视剧原声带 （电视剧插曲）  |
| 2021年   | 8月25日  | 《如果的事》                 | - 原唱：张韶涵、范玮琪 - 作詞、作曲：王蓝茵 - 編曲：余威 - 製作人：郑国锋 - 發行公司：騰訊音樂娛樂集團                                     |    | TME返场特别企划之「华语今典：10 20 30」   |
| 2021年   | 9月13日  | 《有你》                     | - 作詞：刘晓峰、JunoDee - 作曲：郑冰冰、JunoDee - 編曲：Wing@RC Studios、小川 - 製作人：Eliot Lee - 發行公司：龍韜娛樂                     |    | 生日单曲                                  |
| 2021年   | 10月7日  | 《渐变》                     | - 作詞：路柯 - 作曲：路柯 - 製作人：百川 Rebellious - 發行公司：网易云音乐×云上工作室                                                      |    |                                           |
| 2022年   | 1月6日   | 《暖》                       | - 作詞：劉子源 - 作曲：劉子源 - 製作人：劉靖 - 發行公司：北京青春繁花音乐有限公司                                                          |    |                                           |
| 2022年   | 2月20日  | 《左右》                     | - 作詞：孟珂 - 作曲：孟珂 - 製作人：孟珂 - 發行公司：                                                                                      |    | 電視劇《光陰裡的故事》插曲                |
| 2022年   | 7月18日  | 《我不說你也要懂我想在一起》 | - 作詞：苏晴 - 作曲：苏晴 - 製作人：王嘉诚 - 發行公司：嘉尤音乐                                                                            |    | 電影《遇見你》插曲                        |
| 2022年   | 9月23日  | 《Mirror Mirror》            | - 作詞：Mina、Newel、Lee Antony、林乔 - 作曲： Lee Anton、Newel - 製作人：Eliot Lee - 發行公司：龍韜娛樂                                   | ★  | 生日单曲                                  |
| 2023年   | 1月6日   | 《信念演绎》                 | - 填詞：李進 - 譜曲：猿陣先生 - 編曲：張園 - 製作人：李进 - 發行公司：華誼音樂唱片公司                                                     |    | 動漫《維將》片尾曲                        |
| 2023年   | 6月26日  | 《如夢如醉》                 | - 作詞：胡小鷗 - 作曲：周潔穎 - 製作人：胡小鸥 - 發行公司：                                                                                |    | 電視劇《繁華似錦》片尾曲                  |
| 2023年   | 9月12日  | 《So Loved》                 | - 作詞：王淘沙/王杼 - 作曲：王淘沙 - 製作人：Eliot Lee - 發行公司：龍韜娛樂                                                                | ★  | 生日单曲 收录于迷你专辑《Wonderful Life》 |
| 2023年   | 11月24日 | 《雨过天晴》                 | - 作詞：王淘沙 - 作曲：王淘沙/林峪 - 製作人：Eliot Lee - 發行公司：龍韜娛樂                                                                | ★  | 收录于迷你专辑《Wonderful Life》          |
| 2023年   | 12月8日  | 《等雪落下》                 | - 作詞：蒋子睿 - 作曲：蒋子睿 - 製作人：周也棠 - 發行公司：龍韜娛樂                                                                        | ★  | 收录于迷你专辑《Wonderful Life》          |
| 2024年   | 5月13日  | 《完美扮演》                 | - 作詞：四季逗 - 作曲：Bob Luri/李喆 - 製作人：宋天祥 - 發行公司：北京韵翔发展有限公司                                                     |    | 电视剧《完美的她》主题曲                  |

### 合作單曲
| 發行日期       | 歌曲名稱           | 歌曲資料                                                                                             | MV | 備註                                          |
| 2020年12月25日 | 《十二月的聖誕節》 | - 作詞：張鵬鵬 - 作曲：黃子韜、中村崇人 - 編曲：中村崇人 - 發行公司：龍韜娛樂                        | ★  | 與黃子韜、石璽彤合作演唱                      |
| 2021年1月22日  | 《善感之年》       | - 作詞：段思思 - 作曲：單喻龍 - 發行公司：福茂唱片                                                   |    | 與楊昊銘、羅傑、丁立、吳卓凡、陳樂一合作演唱  |
| 2021年10月15日 | 《METEOR》         | - 作詞：Feeling、谷蓝帝 - 作曲：Feeling、yocho、谷蓝帝 - 發行公司：銮乐文化                          |    | 與谷蓝帝合作演唱                              |
| 2022年2月4日   | 《不平凡的愛》     | - 作詞：潇彬 - 作曲：Emelie Fjällström、Henrik Janson、Hanif Hitmanic Sabzevari - 發行公司：天浩盛世 |    | 與郑人予合作演唱 電視劇《你好，神槍手》插曲   |
| 2023年3月31日  | 《闹钟在》         | - 作詞：Doggie - 作曲：Doggie - 發行公司：龙韬娱乐                                                   |    | 與Doggie合作演唱                              |
| 2023年4月7日   | 《直线爱情》       | - 作詞：宿宿、龚淑均 - 作曲：鑫瀚 - 發行公司：飞鱼出听音乐                                           |    | 與张云龙合作演唱 《喜欢你我也是》第四季主题曲 |

### 《創造營2020》表演曲目
| 發行日期      | 歌曲資料 | 備註         |
| 2020年5月2日  | 《你最最最重要》 - 歌曲說明：節目官方主題曲 - 原唱者：原創歌曲 - 合作演唱者：全體學員                                                                              |              |
| 2020年5月9日  | 《呼吸決定》 - 歌曲說明：初評級舞台（組合） - 原唱者：Fine樂團 - 合作演唱者：拉娜、史芮伊、畢少岩、張雅卓                                                          | 第二期（上） |
| 2020年5月9日  | 《Oh my mind》 - 歌曲說明：初評級舞台（個人） - 原唱者：Ellie Goulding                                                                                             | 第二期（上） |
| 2020年5月16日 | 《招牌動作》 - 歌曲說明：小組競演歌曲 - 原唱者：陳鎮川 - 合作演唱者：劉些寧、李夢琦、李紫夢、華承妍、王柯、曾淑岩                                                  | 第三期（上） |
| 2020年5月30日 | 《River》 - 歌曲說明：位置測評歌曲 - 原唱者：布黎·葛絲 - 合作演唱者：趙粵、華承妍、馬思惠、王一橋                                                                  | 第五期（下） |
| 2020年6月20日 | 《怪女孩 Miss Freak》 - 歌曲說明：主題考核歌曲 - 原唱者：原創歌曲 - 合作演唱者：陳珂、拉娜、謝安然、姚慧、張藝凡 - 嘉賓：施柏宇 - 備註：擔任中心位，獲得本場撐腰王 | 第八期（下） |
| 2020年6月20日 | 《這是我一直想對你說的話》 - 歌曲說明：前34名學員舞台 - 原唱者：原創歌曲 - 合作演唱者：前34名學員                                                                  | 第八期（下） |
| 2020年7月4日  | 《火羽 Phoenix》 - 歌曲說明：最終舞台歌曲 - 原唱者：原創歌曲 - 合作演唱者：趙粵、陳卓璇、林君怡、王藝瑾、希林娜依·高、張藝凡                                       | 第十期       |
| 2020年7月4日  | 《我們的明天》 - 歌曲說明：個人能力展示 - 原唱者：鹿晗 | 第十期       |
| 2020年7月4日  | 《Daisies》 - 原唱者：Katy Perry - 合作演唱者：希林娜依·高、陳卓璇、蘇芮琪、王藝瑾、伍雅露、鄭乃馨、朱主愛                                                         | 第十期       |

## 影視作品

### 電視劇/網絡劇
| 首播年份 | 頻道     | 劇名                   | 角色   | 備註             |
| 2020年   | 咪咕視頻 | 《乘風少年》           | 許靜   | 客串             |
| 2021年   | 抖音     | 《男翔技校》           | 小萌   | 特別出演，微短劇 |
| 2021年   | 愛奇藝   | 《時光與你，別來無恙》 | 程逢   | 網絡劇           |
| 2023年   | 北京衛視 | 《春日暖陽》           | 譚小欣 |                  |
| 2024年   | 愛奇藝   | 《完美的她》           | 寧沫晨 | 網絡劇           |
| 2025年   | 愛奇藝   | 《御妖廚娘》           | 柿梓   | 網絡短劇         |
| 2025年   | 芒果TV   | 《提筆再忘卻你》       | 顏瑛   | 網絡短劇         |
| 待播     |          | 《妙偶天成》           | 初霞   | 網絡劇           |

### 綜藝節目
| 播放年份 | 日期                     | 頻道     | 節目名稱                  | 備註                         |
| 2018年   | 10月21日－2019年1月6日   | 東方衛視 | 《中國夢之聲·下一站傳奇》 | 參賽者 （成功成團）          |
| 2019年   | 10月12日－11月9日        | 騰訊視頻 | 《超新星運動會 第二季》   | 參賽者                       |
| 2020年   | 5月2日－7月4日           | 騰訊視頻 | 《創造營2020》            | 參賽者 （最終排名獲得第8名） |
| 2020年   | 2020年10月17日－12月19日 | 優酷     | 《這！就是灌籃 第三季》   | 戰隊領隊                     |
| 2021年   | 10月27日                 | 騰訊視頻 | 《超新星運動會 第四季》   | 參賽者                       |
| 2022年   | 4月29日                  | 愛奇藝   | 《上班啦！媽媽第二季》    | 媽媽助力團                   |
| 2023年   | 3月29日-6月              | 愛奇藝   | 《喜欢你我也是 (第四季)》 |                              |
| 2023年   | 7月8日                   | 騰訊視頻 | 《戰至巔峰2》             |                              |
| 2024年   | 6月30日                  | 優酷     | 《跟我走吧》              |                              |
| 2025年   | 3月18日                  | 騰訊視頻 | 《半熟恋人4》             | 半熟觀察員                   |
| 2025年   | 6月5日                   | 湖南衛視 | 《小伙小妹换游记》        |                              |

### 舞台公演
| 公演日期       | 舞台名稱                     | 曲目    | 備註 |
| 2020年12月20日 | 《2020騰訊視頻doki人氣舞台》 | 《OMG》 |      |

## 公开活动

### 頒獎典禮、時尚盛典
| 年份   | 日期     | 播放频道/平台 | 頒獎典禮 / 時尚盛典名称  | 備註     |
| 2019年 | 3月5日   | 東方衛視      | 2019電視劇品質盛典       | 組合活動 |
| 2019年 | 3月25日  | 動感101       | 東方風雲榜音樂盛典       | 組合活動 |
| 2019年 | 12月5日  |               | 搜狗ⅰn盛典               |          |
| 2020年 | 12月10日 |               | 第十七屆MAHB時尚先生盛典 |          |
| 2021年 | 7月9日   | 優酷          | Wonderland风格之夜       |          |
| 2021年 | 12月22日 |               | 2021搜狐時尚盛典進取之夜 |          |
| 2023年 | 9月2日   |               | 第十八屆長春電影節       |          |
| 2023年 | 12月17日 | 騰訊視頻      | 騰訊視頻星光大賞         |          |

### 晚会
| 年份   | 日期     | 播放频道/平台 | 節目名稱                          | 表演曲目             | 備註                                       |
| 2018年 | 12月31日 | 東方衛視      | 2019夢圓東方跨年盛典              |                      | 組合活動                                   |
| 2019年 | 5月10日  | 東方衛視      | 2019年中國品牌日5·10晚會          | 《暢享510》          | 組合活動                                   |
| 2020年 | 1月16日  | 湖南衛視      | 湖南衞視華人春晚                  | 《拜年啦》           |                                            |
| 2020年 | 8月18日  | 湖南衛視      | 湖南衞視2020汽車之家818全球汽車夜 | 《冰激淋》           |                                            |
| 2020年 | 12月31日 | 湖南衛視      | 湖南衛視跨年演唱會                | 《想見你》           | 與曾可妮、劉令姿、齊思鈞、錢正昊           |
| 2021年 | 2月26日  | 湖南衛視      | 2021湖南衛視元宵喜樂會            | 《元夕佳人》         |                                            |
| 2021年 | 12月31日 | 浙江衛視      | 浙江衛視2022跨年晚會              | 《RingRingRing》     |                                            |
| 2023年 | 1月14日  | CCTV-1        | 中央廣播電視總台2023網絡春晚      | 《無新無限》         | 與趙讓、沙一汀、溫奕心、冰淇共同演唱       |
| 2023年 | 10月15日 | 北京衛視      | 2023美好奇妙夜                    | 《給你的歌》         | 與王天戈、承桓、陸傑、王弦、黃譽博共同演唱 |
| 2024年 | 2月24日  | 湖南衛視      | 2024元宵喜樂會                    | 《開工醒神操》       | 與高瀚宇、伯遠、安崎共同演唱               |
| 2024年 | 12月31日 | 浙江衛視      | 2024-2025浙江衛視跨年晚會         | 《白馬》、《冬日裡》 | 《白馬》與黃子韜共同演唱                   |

## 獎項
| 年份   | 頒獎典禮                 | 獎項       | 結果 |
| 2019年 | 第26屆東方風雲榜         | 最佳新人獎 | 獲獎 |
| 2020年 | 第十七屆MAHB時尚先生盛典 | 年度新人獎 | 獲獎 |

## 註解
1. ↑  本名拼音用韓語發音。

## 外部連結
- 徐艺洋的新浪微博
- 徐艺洋的Instagram帳戶
- 徐艺洋的哔哩哔哩个人空间
- 徐艺洋的抖音账号
- 徐艺洋的小红书账号
- 徐艺洋的快手账号
- 徐艺洋在豆瓣上的资料（简体中文）